# Puerto Toro
Puerto Toro – najdalej wysunięta na południe jednostka osadnicza na świecie. Leży w południowym Chile, w regionie Magallanes, na wyspie Navarino.
Klimat subpolarny, morski.
Zamieszkane przez około 35 osób, głównie rybaków i ich rodziny.